# Кузьминівка (Бахмутський район)
Кузьми́нівка — село Званівської сільської громади Бахмутського району Донецької області, Україна. Населення становить 23 особи.  